# Zochova

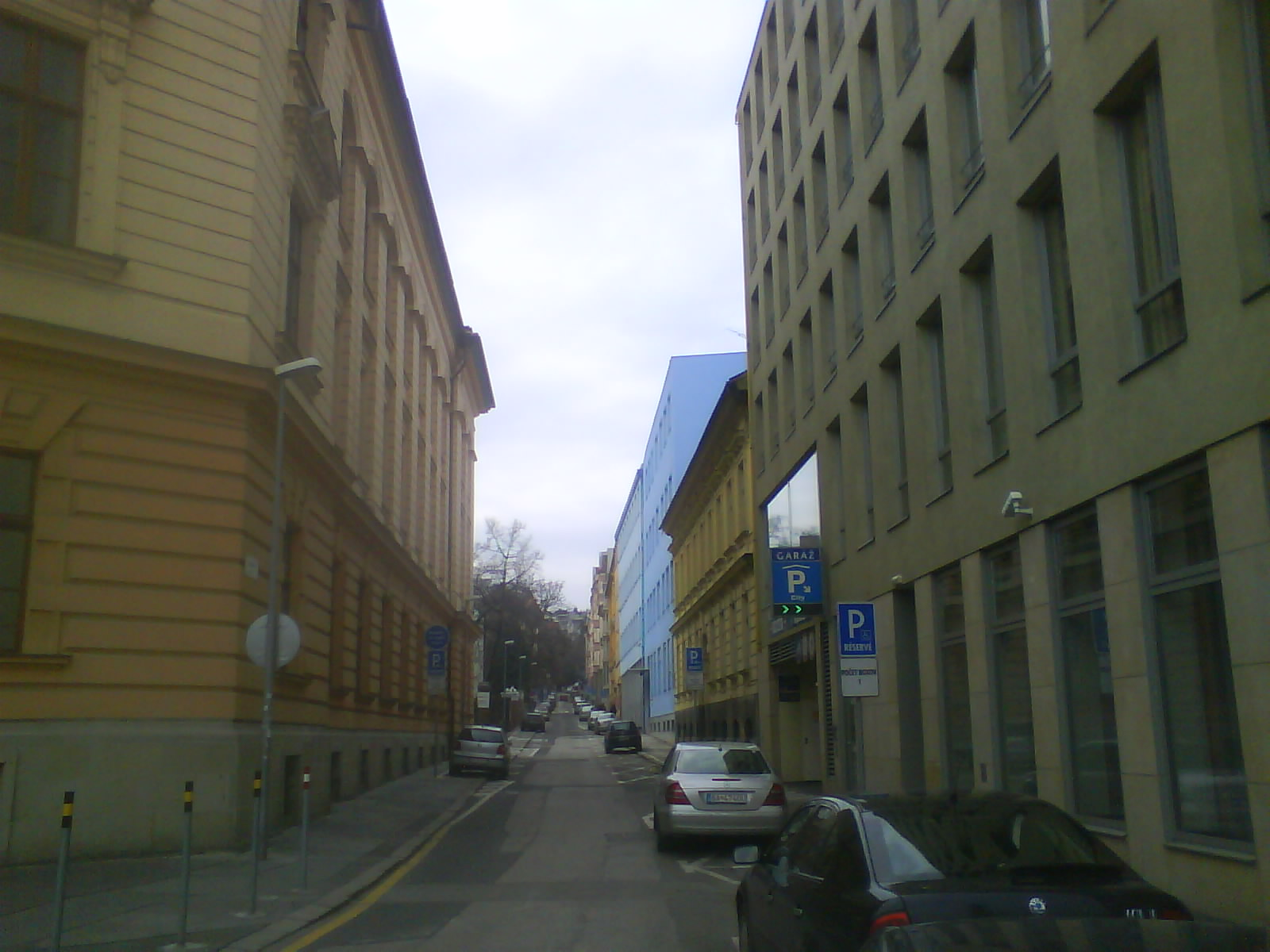
Ulica Zochova

Zochova – ulica na Starym Mieście w Bratysławie i Zochova jest również nazwą głównego przystanku autobusowego w Bratysławie, usytuowanego w miejscu, gdzie ulica krzyżuje się z ulicą Staromestská, obok Nowego mostu. Dolna połowa ulicy stanowiła część Starego Miasta średniowiecznego Pressburga, a pierwsze pisemne zapiski pochodzą z XIV wieku. Ulica Zochova znajduje się zaledwie 5 minut spacerem od zabytkowego centrum miasta i 5 minut spacerem od pałacu prezydenckiego w Hodžovo námestie. Pod numerem 1 znajduje się wydział teatralny Wyższej Szkoły Sztuk Scenicznych w Bratysławie.